# المنصورة (ريف دمشق)
المنصورة قرية ناشئة في الثمانينات من القرن الماضي معظم سكانها من البدو. تقع في ريف دمشق سوريا على سفح جبال القلمون إلى الشمال من قرية الناصرية على بعد 2 كم تقريبا
وهي تحاذي طريق حاجولا الطريق الجبلي الذي يصل الناصرية بالطريق الدولي دمشق حلب

## نشأتها
استوطن فيها البدو بعد قرار الرئيس السوري الراحل حافظ الأسد بتوطين البدو

## قضايا اجتماعية
وقعت الكثير من المشاكل بينهم وبين كان الناصرية إثر خلافات على الأراضي
توسعت القرية بسرعة كبيرة بسبب استقدام البدو لأقاربهم من المناطق الأخرى